# Leden 2023
Toto je archivovaný článek z portálu Aktuality.
1. ledna – neděle
 Chorvatsko se stalo součástí eurozóny a schengenského prostoru. 
 Luiz Inácio Lula da Silva složil přísahu, a stal se tak prezidentem Brazílie. Dosavadní prezident Jair Bolsonaro se inaugurace nezúčastnil, když odletěl na Floridu. 
2. ledna – pondělí
 Po jednom z nejrozsáhlejších pátrání v Krkonoších byla nalezena po třech dnech mrtvá matka s mrtvým dítětem. Policie České republiky případ vyšetřuje jako vraždu a sebevraždu. 
 V Severní Koreji byl odvolán z funkce druhý nejvyšší představitel severokorejské armády. Vůdce Kim Čong-un nařídil výraznější výrobu jaderných hlavic. 
3. ledna – úterý
 V rozmezí několika málo dnů utrpěla ruská armáda ztráty několika stovek svých vojáků při jednom z dalších ukrajinských útoků. Například jen v Chersonské oblasti zahynulo až 500 ruských vojáků. 
 Mistrovství světa v šipkách poprvé ovládl Michael Smith, který zároveň díky porážce Michaela van Gerwena 7–4 sesadil Gerwyna Price z postu světové jedničky. 
 Ve velkochovu v Sedlčanech, stejně jako na Děčínsku, Jičínsku a v Ostravě, objevila Státní veterinární správa další ohniska ptačí chřipky. V Sedlčanech bylo nařízeno utratit 12 000 kuřat a tisícovku krůt. 
 Lídr nové republikánské většiny ve Sněmovně reprezentantů Kevin McCarthy se napoprvé nestal novým předsedou dolní komory. Stalo se tak poprvé od roku 1923. 
 Nový izraelský ministr pro národní bezpečnost Itamar Ben Gvir, dříve odsouzený za rasismus, navštívil Chrámovou horu. Palestinské ministerstvo zahraničí to označilo za "bezprecedentní provokaci". 
4. ledna – středa
 Ve velkochovu v Brodu nad Tichou proběhlo kvůli ptačí chřipce vybíjení téměř všech tamních 750 000 nosnic, tedy 15 % všech českých slepic. Jedná se tak o největší zásah tohoto druhu v historii České republiky. 
 Vláda Petra Fialy podpořila novou vojenskou legislativu, jejíž součástí je uzákonění vydávání dvou procent HDP na obranu. 
 Estonské deníky se rozhodly, že v pondělí kvůli vysokým nákladům už nebudou vycházet v tištěné podobě (v jiné dny v týdnu ano). 
5. ledna – čtvrtek
 Turecký prezident Recep Tayyip Erdoğan vyzval v telefonickém rozhovoru ruského prezidenta Vladimira Putina k příměří mezi Ruskem a Ukrajinou. Putin pak nařídil ruským vojákům k zastavení palby během pravoslavných Vánoc a stejný krok žádal i po Ukrajině. 
 Mexická speciální armádní jednotka dopadla narkobarona Ovidia Guzmána, syna El Chapa. Ve městě Culiacán následně vypukly nepokoje, při kterých zemřelo 29 lidí. 
6. ledna – pátek
 Ve finále Mistrovství světa juniorů v ledním hokeji 2023 vyhrála Kanada nad Českem v prodloužení 3:2. 
7. ledna – sobota
 Po čtyřech dnech, až na patnáctý pokus, byl zvolen novým předsedou Sněmovny reprezentantů USA republikán Kevin McCarthy. Zvolení šéfa této dolní komory trvalo nejdéle od roku 1859. 
8. ledna – neděle
 Stoupenci bývalého brazilského prezidenta Jaira Bolsonara obsadili budovy Brazilského Národního kongresu, Nejvyššího federálního soudu a sídlo prezidenta Palácio do Planalto v hlavním městě Brasília. 
 Josef Středula, předseda ČMKOS, se vzdal kandidatury v prezidentské volbě a podpořil Danuši Nerudovou. 
9. ledna – pondělí
 Předseda hnutí ANO 2011, bývalý premiér a kandidát na prezidenta Andrej Babiš byl nepravomocně zproštěn obžaloby v kauze Čapí hnízdo. 
10. ledna – úterý
 V bývalé kanceláři amerického prezidenta Joea Bidena ve Washingtonu byly nalezeny první z řady tajných dokumentů. Prověřuje je FBI. 
11. ledna – středa
 Český závodník Aleš Loprais odstoupil ze závodu Rallye Dakar kvůli nehodě, při které zemřel divák. 
 Navzdory předešlým ruským tvrzením o tom, že dobylo východoukrajinské město Soledar, se o toto město stále vedou boje. Podle kanceláře ukrajinského prezidenta se jedná o nejkrvavější boje spolu s bojem o Bachmut. 
 Ruský ministr obrany Sergej Šojgu jmenoval novým velitelem ruských jednotek nasazených na Ukrajině náčelníka generálního štábu Valerije Gerasimova. 
12. ledna – čtvrtek
 Bývalý katalánský premiér Carles Puigdemont byl zbaven stíhání ze vzpoury za referendum o nezávilosti Katalánska z roku 2017 a to díky nové trestní reformě. 
14. ledna – sobota
 Nejméně 40 lidí bylo zabito a dalších 73 zraněno při útoku ruských ozbrojených sil na obytný dům v ukrajinském městě Dnipro. 
 Petr Pavel a Andrej Babiš získali nejvíce hlasů v prvním kole prezidentské volby a postoupili do druhého kola. 
15. ledna – neděle
 V německém Lützerathu policie dokončila vyklízení ekologických aktivistů. Ti demonstrovali spolu s Gretou Thunbergovou proti demolici části vesnice na úkor rozšiřování hnědouhelného dolu. 
 V Nepálu při havárii letadla zemřelo nejméně 70 lidí. 
 Jednomu z členů Wagnerovy skupiny bojující za Rusko na Ukrajině se podařilo uprchnout do Norska a požádat tam o azyl. Sám pak chce svědčit u mezinárodního tribunálu. 
16. ledna – pondělí
 Italská policie zatkla nejhledanějšího muže v zemi, šéfa mafie Cosa nostra, Mattea Messinu Denara. Ten se skrýval 30 let. 
17. ledna – úterý
 Na Pražském hradě byla u příležitosti 30. výročí vzniku České republiky zahájena výstava Českých korunovačních klenotů. 
 Němečtí policisté při vyklizování Lützerathu zadrželi švédskou ekologickou aktivistku Gretu Thunbergovou. 
18. ledna – středa
 Poblíž školky ve městě Brovary se zřítil vrtulník. Mezi oběťmi byli vrcholní představitelé ukrajinského ministerstva vnitra včetně samotného ministra Denyse Monastyrského. 
 Bývalý fotbalista Pavel Nedvěd se rozloučil s Juventusem Turín poté, co tam 21 let působil nejen jako hráč, ale i jako viceprezident. 
19. ledna – čtvrtek
 Po šesti letech ve funkci se rozhodla na pozici premiérky Nového Zélandu rezignovat Jacinda Ardernová. 
 Porucha horkovodu z Opatovic přerušila dodávky tepla do Hradce Králové, Pardubic a Chrudimi. Během následující noci byly dodávky obnoveny. 
20. ledna – pátek
 Český prezident Miloš Zeman udělil milost zahlazující podmíněný trest Jany Nečasové, šéfky kanceláře bývalého premiéra Petra Nečase, v kauze zneužití Vojenského zpravodajství. 
21. ledna – sobota
 Ve Stockholmu krajně pravicový dánský aktivista Rasmus Paludan před tureckým velvyslanectvím zapálil muslimskou posvátnou knihu Korán. Turecko následně zrušilo původně plánovanou návštěvu švédského ministra obrany Påla Jonsona. 
 Referendum o změně ústavy Slovenské republiky je kvůli nízké účasti neplatné. 
 Prezidentský kandidát Andrej Babiš oznámil, že jeho manželka Monika obdržela výhrůžný dopis s ostrým nábojem. Česká politická scéna včetně protikandidáta Petra Pavla výhružky odsoudila. 
22. ledna – neděle
 Chris Hipkins byl zvolen předsedou Novozélandské strany práce a stal se nástupcem odcházející premiérky Jacindy Ardernové. 
 Při střelbě po oslavách lunárního Nového roku bylo v americkém Monterey Parku zabito deset lidí. 
24. ledna – úterý
 Bulletin of the Atomic Scientists posunul ručičku Hodin Posledního soudu na 90 vteřin před půlnocí. 
 Prezidentský kandidát Andrej Babiš zveřejnil výhružný dopis vůči jeho osobě, a rozhodl se tak zrušit kontaktní kampaň před 2. kolem prezidentských voleb. 
 V domě bývalého viceprezidenta USA Mikea Pence byly nalezeny tajné dokumenty, které si následně vyzvedli vyšetřovatelé z FBI. 
 Německá vláda po několika dnech váhání nakonec rozhodla, že pošle Ukrajině tanky Leopard 2 a povolí to i svým spojencům. 
 Turecko nesouhlasí se vstupem Švédska do NATO kvůli protestům proti islámu v této skandinávské zemi. Zrušilo proto jednání o vstupu Švédska a Finska do aliance. 
25. ledna – středa
 Historické centrum Oděsy bylo v naléhavém řízení prohlášeno za světové dědictví a rovněž byla umístěna přímo na seznam světového dědictví v ohrožení, kvůli jejího ničení během Ruské invaze na Ukrajinu. 
 Americký prezident Joe Biden oznámil záměr vyslat 31 tanků M1 Abrams na Ukrajinu. 
 Severokorejské úřady na pět dnů uzavřely hlavní město Pchjongjang kvůli nespecifikovaným respiračním infekcím. 
26. ledna – čtvrtek
 Americké ministerstvo financí označilo Wagnerovu skupinu bojující na Ukrajině za nadnárodní zločineckou organizaci a uvalilo na ni sankce. 
 Na loď Tuzla plující pod tureckou vlajkou dopadla během ostřelování Chersonu ruská raketa, a následně tak na ní vypukl požár. 
 Egyptologové nedaleko Káhiry objevili mumii muže jménem Hekašepes starou až 4300 let, a jedná se tak zřejmě o nejstarší mumii nalezenou v Egyptě. 
27. ledna – pátek
 Pětice strážníků v Memphisu brutálně ubila mladého Afroameričana Tyrea Nicholse. Rodina oběti posléze požádala americký Kongres o reformu policie. 
 Ve východním Jeruzalémě při teroristickém útoku v synagoze zahynulo sedm lidí. Útočník byl zastřelen. 
 Vyšetřování Organizace pro zákaz chemických zbraní označilo syrské letectvo jako pachatele chemického útoku v Dúmá. 
 V Česku začalo druhé kolo prezidentských voleb. 
 Kapsle s radioaktivním izotopem Cesium-137 byla ztracena při transportu mezi městy Newman a Perth v Západní Austrálii. Veřejnost byla varována, aby se kapsle nedotýkala. 
 Izraelská armáda letecky zaútočila na pásmo Gazy, odkud před tím Palestinci odpálili rakety, jež však nezasáhly potřebný cíl. Napětí v regionu vzrostlo po čtvrteční izraelské razii v Dženínu na okupovaném Západním břehu Jordánu, při které zemřelo 10 lidí. 
28. ledna – sobota
 Petr Pavel byl zvolen čtvrtým prezidentem České republiky. 
 V Jeruzalémě došlo k dalšímu útoku, kdy tentokrát zabíjel třináctiletý Palestinec. Útok si vyžádal nejméně dvě oběti. 
29. ledna – neděle
 Na zbrojovku v íránském Isfahánu měly podle íránských úřadů zaútočit tři sebevražedné drony. Ty prý nakonec byly sestřeleny. 
 Novak Djoković vyhrál podesáté Australian Open a vrátil se na první místo tenisového žebříčku. 
30. ledna – pondělí
 Při sebevražedném pumovém útoku v mešitě v pákistánském Péšávaru zemřelo nejméně 100 lidí a dalších 150 bylo zraněno. 
 V brněnské Holandské ulici z jedné z kancelářských budov musela policie evakuovat až 200 lidí kvůli vyhrožujícímu muži se zbraní. 
31. ledna – úterý
 Zaměstnanci továrny Nexen Tire u Žatce vstoupili do stávky s požadavkem uzavření kolektivní smlouvy a navýšeni mzdy. 